# Secret, voice of my heart
〈Secret, voice of my heart〉是日本歌手倉木麻衣的數碼單曲，於2022年10月4日發行。

## 概要
- 讀賣電視台動畫《名偵探柯南 犯人犯澤先生》的片尾曲，歌曲以動畫主角犯澤先生的心聲而創作[2]。
- 歌曲是一首將和洋風格融合的作品，並在前奏加入古箏聲以表達哀愁感[3]。
- 歌名使用與倉木首次和《名偵探柯南》動畫系列合作的歌曲〈Secret of my heart〉相似的名字[4]。

## 歌曲列表
| 線上下載 | 線上下載                  | 線上下載 | 線上下載   | 線上下載 | 線上下載 |
| 曲序     | 曲目                      |          | 作曲       | 编曲     | 时长     |
| -------- | ------------------------- | -------- | ---------- | -------- | -------- |
| 1.       | Secret, voice of my heart | 倉木麻衣 | 本田光史郎 | 德永曉人 | 4:35     |

## 資料來源
1. ↑  . Oricon.   [2023-06-14]. （原始内容存档于2022-12-30） （日语）.
2. ↑  , . . . 2022-11-01  [2023-05-14]. （原始内容存档于2024-03-23） （日语）.
3. ↑  . modelpress. 2022-11-07  [2023-05-14]. （原始内容存档于2024-03-23） （日语）.
4. ↑  . Oricon. 2022-08-31  [2023-06-14]. （原始内容存档于2024-03-23） （日语）.